# Polia plumbosa
Polia plumbosa là một loài bướm đêm trong họ Noctuidae.